# Schutztruppe

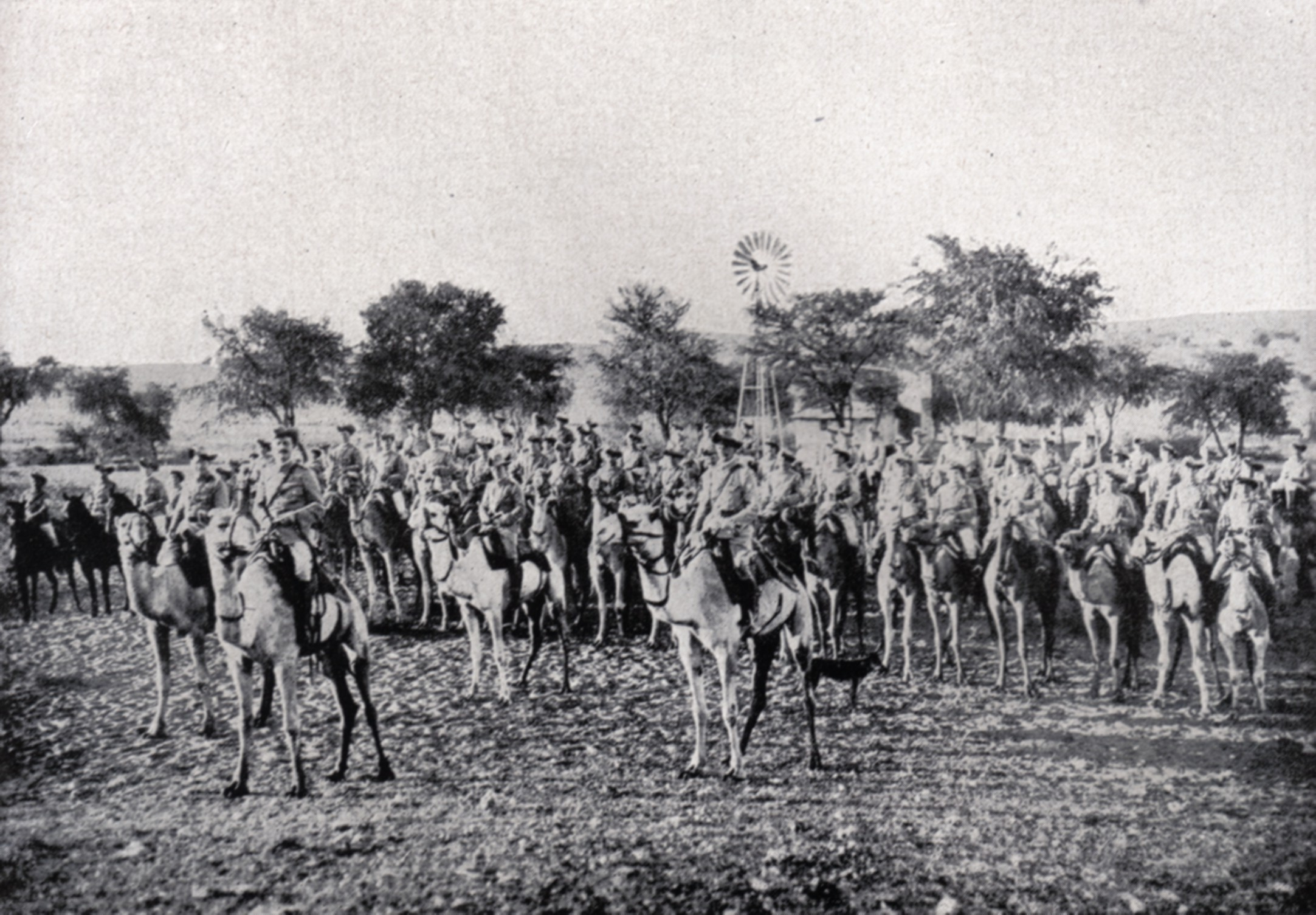
7.ª Compañía de la Schutztruppe en el África del Sudoeste Alemana.

Con el nombre de Schutztruppe (en español, ‘fuerza de protección’) se conoce al Ejército colonial del Imperio alemán que se mantuvo en funcionamiento desde 1891 hasta 1918, cuando Alemania perdió sus colonias. Eran las fuerzas encargadas de mantener el orden público y la seguridad en África Oriental, Camerún y el África del Sudoeste. Las acciones que realizaban engloban desde el sofocamiento de rebeliones a labores de seguridad fronteriza, pasando por trabajos de escolta en las expediciones. Pese a todo, este cuerpo no fue concebido para la defensa nacional contra agresiones externas.

## Estructura
En la estructura militar del Imperio alemán, la Schutztruppe formaba una parte independiente bajo la supervisión directa del emperador sin relación con el Ejército Imperial ni la Marina de Guerra Imperial. Estaba formado por alemanes que se ofrecieron voluntariamente para el servicio colonial y nativos a los que se denominaba askaris. Su control era ejercido por la Oficina Colonial Alemana.

## Organización interna
En 1914 la organización ya había madurado mucho y para entonces existían tres comandos principales de la Schutztruppe:
África Oriental Alemana: Formado por 14 compañías, que sumaban 2500 hombres, con cuartel general en Dar es Salaam y que llegó a alcanzar los 14 000 efectivos, a los que habría que sumar porteadores y otros trabajadores. Fue comandada por Paul Emil von Lettow-Vorbeck y se convirtió en la última unidad alemana en rendirse en la Primera Guerra Mundial. Su himno se llamaba Haya Safari, cantado en suajili, y el estribillo decía: "Vamos en camino, vamos venciendo. Seguimos a nuestro coronel, la tropa en marcha. Vamos en camino, vamos venciendo."
África del Sudoeste Alemana: Formado por 12 escuadrones de caballería, que sumaban 1500 hombres, en su gran mayoría alemanes. El 7.º Escuadrón, estacionado en la región norte de la colonia, utilizaba camellos. En las unidades de este territorio las relaciones entre alemanes y africanos se deterioraron hasta el punto de que alguna unidad completa se sublevó y tuvo que ser relevada. Los nativos dejaron de servir en la Schutztruppe al tiempo que comenzaron a unirse a los bóeres para continuar su lucha contra Gran Bretaña. Existían dos cuarteles generales: 
- Comando de los distritos del norte, situado en Windhoek
- Comando de los distritos del sur, situado en Keetmanshoop

África Occidental Alemana. Esta fuerza principal se encontraba a su vez dividida en dos secciones:
- La del Camerún Alemán, formada por 11 compañías, que sumaban 1600 hombres, con cuartel general en Soppo.
- Togolandia. Sin tropas estacionadas en el territorio. Pese a ello, más de 1000 hombres fueron movilizados durante la Primera Guerra Mundial, hasta que en agosto de 1914 se rindieron a las tropas francesas y británicas.